# Cuevas de San Marcos
Cuevas de San Marcos là một đô thị trong tỉnh Málaga, cộng đồng tự trị Andalusia Tây Ban Nha. Đô thị này có diện tích là 37 ki-lô-mét vuông, dân số năm 2009 là 4.131 người với mật độ 115,65 người/km². Đô thị này có cự ly 85 km so với tỉnh lỵ Málaga.